# Borgmästarhuset, Ystad

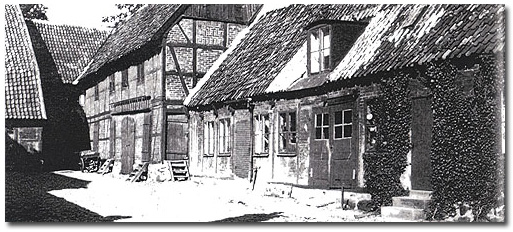
Ystads Tändsticksfabrik, 1880-talet

Borgmästarhuset är en del av en tidigare köpmannagård i Ystad från 1500-talet, som 1910-1911 flyttades till Hospitalsgatan på Klosterområdet i Ystad.
Borgmästarhuset var ursprungligen del av en stadsgård i hörnet Stora Östergatan/Pilgränd (55°25′48.5″N 13°49′28.2″Ö / 55.430139°N 13.824500°Ö). Gården användes i slutet av 1800-talet som Ystads Tändsticksfabrik och kallades då "Tändstickan". Tändsticksfabriken lade slutligen ned produktionen 1899. Därefter användes byggnaderna som hantverkarlokaler. År 1907 planerades att riva byggnaderna, vilket ledde till protester och ett initiativ för att inköpa fastigheterna för att bevara dem. För ändamålet bildades Ystads Fornminnesförening (numera Ystads Kulturhistoriska förening), som 1911 flyttade fastighetens mest bevarandevärda byggnad - den mot Stora Östergatan, inklusive flygel mot Pilgränd - till en tomt vid Hospitalsgatan i Klosterområdet. 

## Namn och historik
Namnet Borgmästarhuset kommer från uppfattningen att gården under någon period varit bostad för stadens borgmästare. Det finns dock inget belägg för detta.

## Beskrivning
Huset står på en sockel av natursten. Huvudbyggnaden är i två våningar och flygeln i en. Huset är uppfört i korsvirke med brunfärgat timmer och fack i rött mönsterrutat tegel, mot öster i gul puts. I gavelspetsarna är det brun träpanel. Sadeltaket har taktegel. Ovanvåningen är utkragande på västra sidan på skulpterade och icke skulpterade knektar.